# Nosorožec dvourohý severozápadní
Nosorožec dvourohý severozápadní (Diceros bicornis longipes) je vyhynulý poddruh nosorožce dvourohého. V roce 2011 byl organizací IUCN prohlášen za vyhynulého. Předpokládalo se, že byl geneticky odlišný od ostatních poddruhů nosorožců. Kdysi byl rozšířen v savanách subsaharské Afriky, ale jeho počty se v důsledku pytláctví snížily. Žil převážně v Kamerunu, ale při průzkumech od roku 2006 se nepodařilo najít žádné jedince.

## Taxonomie
Tento poddruh pojmenoval Ludwig Zukowsky v roce 1949 Diceros bicornis longipes. Slovo longipes je latinského původu a vzniklo spojením slov longus (daleký, dlouhý) a pēs (noha). Odkazuje na dlouhý distální segment končetiny poddruhu, který je jedním z mnoha zvláštních znaků poddruhu. Mezi další charakteristické znaky nosorožce dvourohého severozápadního patřil roh se čtvercovým základem, první dolní premolár zachovaný u dospělých jedinců a premoláry běžně opatřené kristami.
Populace byla poprvé objevena v jihozápadním Čadu, Středoafrické republice, severním Kamerunu a severovýchodní Nigérii.
Nosorožec dvourohý severozápadní je jedním ze tří poddruhů nosorožce dvourohého, které v historické době vyhynuly; dalšími dvěma jsou nosorožec dvourohý jihozápadní a diceros bicornis brucii.

## Popis
Nosorožec dvourohý severozápadní měřil na délku 300 až 380 cm, na výšku 140 až 170 cm a vážil 800 až 1350 kg. Měl dva rohy, z nichž větší (přední) měřil 50 až 130 cm a menší (zadní) 2 až 55 cm. Jeho běžnou stravou byly listnaté rostliny a výhonky v okolí jejich výskytu. Během dopoledne nebo večera hledal potravu. V nejteplejších částech dne spal. Obýval velkou část subsaharské Afriky. Mnoho lidí věřilo, že jeho rohy mají léčivé účinky, což vedlo k intenzivnímu pytláctví. Toto přesvědčení však nemá oporu ve vědeckých faktech. Předpokládá se, že stejně jako většina nosorožců dvourohých byl krátkozraký a často se spoléhal na místní ptáky, jako jsou například klubáci červenozobí, kteří mu pomáhali odhalit přicházející hrozby.

## Populace a pokles
Na počátku 20. století byl nosorožec dvourohý severozápadní intenzivně loven, ale ve 30. letech 20. století se jeho populace zvýšila poté, co byla přijata ochranná opatření. S tím, jak se v průběhu let snižovalo ochranářské úsilí, klesal i počet. V roce 1980 se početnost populace pohybovala v řádu stovek jedinců. Není známo, že by byli drženi v zajetí, nicméně v roce 1988 se předpokládalo, že je jich přibližně 20 až 30 chováno pro účely chovu. Pytláctví pokračovalo a do roku 2000 jich podle odhadů přežilo pouze 10. V roce 2001 se tento počet snížil na pouhých pět. V roce 2004 se sice věřilo, že jich stále žije asi třicet, ale později se ukázalo, že tento údaj vychází ze zfalšovaných údajů.
Nosorožec dvourohý severozápadní se objevil asi před 7 až 8 miliony let. Byl to poddruh nosorožce dvourohého. Po většinu 20. století byla jeho populace nejvyšší ze všech druhů nosorožců a dosahovala téměř 850 000 jedinců. V letech 1970 až 1992 došlo k 96% poklesu populace nosorožců dvourohých, včetně nosorožce dvourohého severozápadního. Za vyhynutí tohoto druhu může zčásti rozsáhlé pytláctví a také farmáři, kteří zabíjejí nosorožce na obranu své úrody v oblastech v blízkosti nosorožčích teritorií.
Tento poddruh byl v roce 2011 oficiálně prohlášen za vyhynulý, naposledy byl pozorován v roce 2006 v Severním regionu Kamerunu.